# Francolim-pintado
O Francolim-pintado, também francolim-perlado (Francolinus pintadeanus) é uma espécie de ave da família Phasianidae.
Pode ser encontrada nos seguintes países: Camboja, China, Índia, Laos, Myanmar, Filipinas, Tailândia e Vietname.
Os seus habitats naturais são: florestas secas tropicais ou subtropicais e florestas subtropicais ou tropicais húmidas de baixa altitude.